# 安意如
安意如（1984年6月20日—），本名张莉，女，安徽宣城人，中国当代作家，现居北京。因创作诗词评赏“漫漫古典情”系列成名。作品以中国古典诗词鉴赏以及爱情故事为主。

## 生平
生于安徽宣城的一个工人家庭，患有先天轻度脑瘫。

## 争议
2006年底，安意如出版的《人生若只如初见》、《思无邪》两本古典诗词赏析作品被指大量抄袭网友“江湖夜雨”的图书和网文，引发媒体及网民讨论。2007年1月14日，安意如回应自己并没有抄袭，“我借鉴和引用别人的文字没有标明出处，这是我的疏忽大意。可能因为我出身于网络，版权意识比较淡薄吧。”，并在博客中向“江湖夜雨”道歉。其之后出版的部分作品也被指抄袭。

## 主要作品
- 《要定你，言承旭》 （2004年）
- 《看张·爱玲画语》（2004年）
- 《人生若只如初见》（2006年）
- 《当时只道是寻常》（2006年）
- 《思无邪》（2006年）
- 《陌上花开缓缓归》（再版后书名改为《陌上花开》）（2008年）
- 《惜春记》（2007年）
- 《观音》（2009年）
- 《美人何处》（2009年）
- 《世有桃花》（2010年）
- 《日月》（2012年）
- 《再见故宫》（2012年）